# Stephen Brusatte

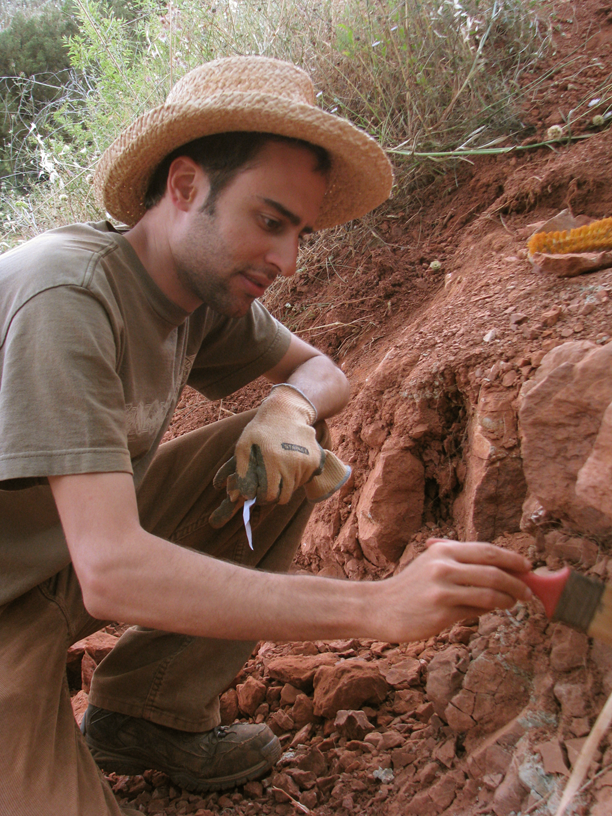
Stephen Brusatte

Stephen L. Brusatte (ur. 24 kwietnia 1984 w Ottawie w Illinois) – amerykański paleontolog. 

## Życiorys
Specjalizuje się w badaniu morfologii i filogenezy archozaurów. Zajmował się również karbońskimi ramienionogami i paleozoicznymi rybami chrzęstnoszkieletowymi. W 2006 uzyskał tytuł Bachelor of Science z nauk geofizycznych na Uniwersytecie w Chicago, w 2007 Master of Science z paleobiologii, a w 2008 z nauk o Ziemi na Uniwersytecie w Bristolu. W 2012 doktoryzował się na Columbia University, a obecnie pracuje na Uniwersytecie Edynburskim.
W Chicago blisko współpracował z Paulem Sereno, wraz z którym opisał kilka nowych gatunków dinozaurów: Carcharodontosaurus iguidensis, Kryptops palaios i Eocarcharia dinops. W Bristolu pracował też z Michaelem Bentonem. W 2009 Brusatte wraz z Richardem Butlerem, Tomaszem Sulejem i Grzegorzem Niedźwiedzkim nadał gatunkowi rauizucha Teratosaurus silesiacus nową nazwę rodzajową – Polonosuchus. Wraz z Paulem Sereno założył również internetową bazę danych TaxonSearch, zawierającą m.in. definicje filogenetyczne wszystkich ponadrodzajowych kladów archozaurów oprócz krokodyli, Neornithes i pterozauromorfów. Jest też autorem kilkudziesięciu artykułów i kilku książek dotyczących paleontologii, takich jak Stately Fossils: A Comprehensive Look at the State Fossils and Other Official Fossils (2002) i Dinosaurs (2006).